# (14925) Naoko
(14925) Naoko est un astéroïde de la ceinture principale.

## Description
(14925) Naoko est un astéroïde de la ceinture principale. Il fut découvert le 4 novembre 1994 à Kitami par Kin Endate et Kazuro Watanabe. Il présente une orbite caractérisée par un demi-grand axe de 2,26 UA, une excentricité de 0,19 et une inclinaison de 6,8° par rapport à l'écliptique.
Il est nommé d'après l'astronaute japonaise Naoko Yamazaki.

## Compléments